# Goyet
Pour les articles homonymes, voir Goyet (homonymie).
Goyet est un hameau du village de Mozet, à une dizaine de kilomètres à l'est de la ville de Namur. Situé sur le Samson, à 3 kilomètres de son embouchure dans la Meuse (rive droite) il fait aujourd’hui partie (avec Mozet) de la commune de Gesves, dans la province de Namur (Région wallonne) de Belgique.
C'est à Goyet que le Struviaux et le ruisseau du Tronquoy se jettent dans le Samson respectivement en rive droite et en rive gauche.

## Patrimoine
- Les grottes de Goyet, creusées par le Struviaux, un ruisseau souterrain qui est affluent du Samson, forment un site préhistorique important. Ce site naturel est aujourd’hui protégé.
- Le château de Goyet est un domaine privé, et ne se visite pas.
- Le peintre italien Claudio Zeriali vit à Goyet depuis 2006